# 帝國親王
帝國親王（德語：Reichsfürst）是神聖羅馬帝國眾王公貴族當中的一個頭銜等級。與一般的「親王」（Fürst）相比，帝國親王擁有更多特權，如出席帝國議會（Reichstag），與七大選帝侯、帝國伯爵一樣擁有投票權。1518年召開的奧格斯堡議會更賦予帝國親王世俗領地。

## 貴族
受神聖羅馬皇帝封為帝國親王的貴族：
- 迪特里希施泰因家族
- 奧埃爾斯佩格家族
- 菲斯滕貝格家族
- 霍亨索倫-黑興根
- 霍亨索倫-錫格馬林根
- 施瓦岑貝格家族
- 利珀家族
- 施瓦茨堡家族
- 圖恩和塔克西斯
- 塞恩-維特根施泰因
- 羅伊斯家族